# Кодијак Стејшон (Аљаска)
Кодијак Стејшон (енгл. Kodiak Station) насељено је место без административног статуса у америчкој савезној држави Аљаска.

## Демографија
По попису из 2010. године број становника је 1.301, што је 539 (-29,3%) становника мање него 2000. године.
| Група             | 2000.         | 2010.         |
| Белци             | 1.570 (85,3%) | 1.035 (79,6%) |
| Афроамериканци    | 67 (3,6%)     | 34 (2,6%)     |
| Азијати           | 19 (1,0%)     | 17 (1,3%)     |
| Хиспаноамериканци | 102 (5,5%)    | 127 (9,8%)    |
| Укупно            | 1.840         | 1.301         |